# Enoque da Silva Reis
Enoque da Silva Reis (Manacapuru, 9 de fevereiro de 1907 — Rio de Janeiro, 28 de setembro de 1998) foi um magistrado e político brasileiro, que governou o Amazonas entre 1975 e 1979.

## Direito e política
Era filho de Lázaro da Silva Reis e Maria Agra Reis. Em sua cidade natal passou de funcionário público (chegou a ser porteiro da prefeitura) a prefeito nomeado. 
Passou a residir em Manaus, onde se formou pela Faculdade de Direito do Amazonas em 1941, obtendo o doutorado em direito na mesma instituição, da qual foi também professor.
Promotor público e juiz do trabalho, em 1966 foi nomeado ministro do Tribunal Federal de Recursos pelo presidente Humberto de Alencar Castelo Branco, só interrompendo sua carreira jurídica em 1974, quando o presidente Ernesto Geisel o nomeou governador do Amazonas. Era membro da Aliança Renovadora Nacional (ARENA).